# Cantone di Caudry
Il Cantone di Caudry è una divisione amministrativa dell'Arrondissement di Dunkerque.
È stato costituito a seguito della riforma approvata con decreto del 17 febbraio 2014, che ha avuto attuazione dopo le elezioni dipartimentali del 2015.

## Composizione
Comprende i 33 comuni di:
- Avesnes-les-Aubert
- Beaurain
- Beauvois-en-Cambrésis
- Bermerain
- Béthencourt
- Bévillers
- Boussières-en-Cambrésis
- Cagnoncles
- Capelle
- Carnières
- Caudry
- Cauroir
- Escarmain
- Estourmel
- Haussy
- Iwuy
- Montrécourt
- Naves
- Quiévy
- Rieux-en-Cambrésis
- Romeries
- Saint-Aubert
- Saint-Hilaire-lez-Cambrai
- Saint-Martin-sur-Écaillon
- Saint-Python
- Saint-Vaast-en-Cambrésis
- Saulzoir
- Solesmes
- Sommaing
- Vendegies-sur-Écaillon
- Vertain
- Viesly
- Villers-en-Cauchies